# Liga ASOBAL
Liga ASOBAL je najviši razred klupskog rukometnog natjecanja u Španjolskoj. Liga ASOBAL se igra po pravilima EHF-a, a trenutno u njoj igra 16 momčadi.
Utemeljena je 1958. godine pod imenom Divizija časti (División de Honor). Preimenovala se je 1990. godine, kad je dobila današnji naziv.
U ovoj su ligi igrali i igraju poznati klubovi kao što su slavni Barcelona, Atlético Madrid, SDC San Antonio, Caja España Ademar de León, BM Granollers and BM Valladolid.
U ligi su igrali slavni igrači kao što su Jackson Richardson, Talant Dujšebajev, Staffan Olsson, Mihail Jakimovič, Oleg Kisseljev, Alberto Urdiales, Mateo Garralda, Enric Masip, Iñaki Urdangarin, David Barrufet, Kristian Kjelling, Petar Metličić, Ivano Balić, Juanín García, Mats Olsson, David Davis, Raul Entrerrios, Alberto Entrerrios i brojni drugi.

## Povijest
Rukometno natjecanje imena Divizije časti španjolska rukometna federacija stvorila je 1958. godine i vodila (FEBM) sve do 1990. godine. Udruga rukometnih klubova ASOBAL je nastala 1984. godine. 1990. je godine ASOBAL preuzeo nadzor nad natjecanjem Divizije časti te ju je preimenovao u Ligu ASOBAL.

## Sudionici 2011./12.
Atlético Madrid, Antequera, Anaitasuna, Caja3 Aragón, Barcelona, Octavio Pilotes Posada, Ciudad Encantada, Fraikin Granollers, Alser Puerto Sagunto, Naturhouse La Rioja, Huesca, Quabit Guadalajara, Cuatro Rayas Valladolid, AMAYA Sport SA, Reale Ademar, Torrevieja